# Tailandia en los Juegos Mundiales de Chengdu 2025
Tailandia es uno de los países que competirá en los Juegos Mundiales de 2025 que se celebrarán en Chengdu, China.
La delegación de Tailandia está compuesta de 64 deportistas, la cual será la más grande en la historia de Tailandia.
La Selección de florbol femenino de Tailandia abrirá toda la actividad deportiva del evento al estar programada para inaugurar el torneo de este deporte, el primero que entra en actividad, enfrentando a Suecia.

## Delegación
| N.º | Deporte                   | Hombres | Mujeres | Total |
| --- | ------------------------- | ------- | ------- | ----- |
| 1   | Barco dragón              | 11      | 11      | 22    |
| 2   | Billar                    | 0       | 3       | 3     |
| 3   | Bochas                    | 1       | 1       | 2     |
| 4   | Deportes aéreos           | 0       | 1       | 1     |
| 5   | Florbol                   | 0       | 14      | 14    |
| 6   | Ju-Jitsu                  | 1       | 6       | 7     |
| 7   | Kickboxing                | 1       | 0       | 1     |
| 8   | Levantamiento de potencia | 1       | 0       | 1     |
| 9   | Motonáutica               | 1       | 0       | 1     |
| 10  | Muay thai                 | 1       | 1       | 2     |
| 11  | Natación con aletas       | 1       | 0       | 1     |
| 12  | Patinaje de velocidad     | 1       | 2       | 3     |
| 13  | Parkour                   | 0       | 1       | 1     |
| 14  | Squash                    | 0       | 1       | 1     |
| 15  | Wakeboarding              | 2       | 2       | 4     |
| --- | Total                     | 21      | 43      | 64    |

### Florbol
Tailandia clasificó ocupando una de las dos plazas en disputa en el torneo clasificatorio para la región Asia/Oceanía celebrado en Singapur.
Plantel
| Selección de Florbol Femenil de Tailandia |
| Jugadoras                                 |
| Nombre                                    |
| Supasuta Thiptha                          |
| Alexandra Muller                          |
| Jeeranan Rangrob                          |
| Nelly Johansson                           |
| Paiya Kittinanthawat                      |
| Cayenne Torstensson                       |
| Praphaphon Bunsuk                         |
| Rungnapa Kebsomrong                       |
| Alexandra Carlbom                         |
| Kamonchanok Woraanu                       |
| Sasikarn Phuphet                          |
| Sirinan Boonbut                           |
| Nathalie Olmats                           |
| Durnchai Sornngam                         |

| Equipo    | Evento  | Fase de grupos     | Fase de grupos     | Fase de grupos     | Fase de grupos | Semifinal          | Final / BM / PF    | Final / BM / PF |
| Equipo    | Evento  | Oponente Resultado | Oponente Resultado | Oponente Resultado | Posición       | Oponente Resultado | Oponente Resultado | Posición        |
| --------- | ------- | ------------------ | ------------------ | ------------------ | -------------- | ------------------ | ------------------ | --------------- |
| Tailandia | Femenil | Suecia P 2–21      | Suiza P 1–19       | Eslovaquia P 0–14  | 4              | No avanzó          | No avanzó          | No avanzó       |

### Muay thai
| Atleta                 | Categoría | Cuartos de final            | Cuartos de final | Semifinal            | Semifinal | Final              | Final     | Posición |
| Atleta                 | Categoría | Oponente                    | Resultado        | Oponente             | Resultado | Oponente           | Resultado | Posición |
| ---------------------- | --------- | --------------------------- | ---------------- | -------------------- | --------- | ------------------ | --------- | -------- |
| Femenino               |           |                             |                  |                      |           |                    |           |          |
| Miss Kullanat Aonok    | -48 kg    | # Joneva Marie Berdan Penol | 29:28            | # Oumaima Belouarrat | 30:27     | # Xiaohui Liu      | 27:30     |          |
| Kaewrudee Kamtakrapoom | -68 kg    | # Astrid Johanna Grents     | 29:28            | # Kubra Kocakus      | 28:29     | # Marina Bespalova | 29:28     |          |